# Найбільший многокутник одиничного діаметра
Найбільший многокутник одиничного діаметра — многокутник з n сторонами (для заданого числа n), діаметр якого дорівнює одиниці (тобто відстань між будь-якими двома його точками не перевищує одиниці), і має найбільшу площу серед інших n-кутників одиничного діаметра. Розв'язком (не унікальним) для n = 4 є квадрат, розв'язком для непарних n є правильний многокутник, при цьому для інших парних n правильний многокутник найбільшим не буде.

## Чотирикутники
Площа довільного чотирикутника ({\displaystyle n=4}) обчислюється за формулою {\displaystyle S={\frac {pq\sin(\theta )}{2}}}, де {\displaystyle p} і {\displaystyle q} — діагоналі чотирикутника, а {\displaystyle \theta } — кут між діагоналями. Якщо діаметр многокутника не перевищує одиниці, і {\displaystyle p} і {\displaystyle q} мають не перевищувати 1. Таким чином, чотирикутник має найбільшу площу, коли всі три множники досягають найбільшого можливого значення, тобто {\displaystyle p=q=1} і {\displaystyle \sin(\theta )=1}. Умова {\displaystyle p=q} означає, що чотирикутник рівнодіагональний, а умова {\displaystyle \sin(\theta )=1} означає, що він ортодіагональний (його діагоналі перпендикулярні). До таких чотирикутників належить квадрат із діагоналями одиничної довжини, що має площу ½, однак є безліч інших чотирикутників одночасно рівнодіагональних і ортодіагональних з довжинами діагоналей 1, всі вони мають таку ж площу, як квадрат. Таким чином, розв'язок не єдиний.

## Непарна кількість сторін
Для непарних значень n Карл Райнгардт показав, що правильний многокутник має найбільшу площу серед усіх многокутників одиничного діаметра.

## Парна кількість сторін

Найбільший многокутник одиничного діаметра із шістьма сторонами (ліворуч). Праворуч — правильний многокутник такого ж діаметра, але меншої площі.

У разі n = 6 оптимальний многокутник єдиний, однак він не є правильним. Розв'язок для цього випадку 1975 року опублікував Рональд Грем у відповідь на питання, яке поставив 1956 року Ганфрід Ленц. Це неправильний рівнодіагональний п'ятикутник із трикутником, прикріпленим до однієї з його сторін, і відстань від вершини цього трикутника до протилежної вершини п'ятикутника дорівнює довжині діагоналей п'ятикутника. Площа цієї фігури дорівнює 0.674981…, і це число задовольняє рівнянню:
4096 x10 +8192x9 − 3008x8 − 30848x7 + 21056x6 + 146496x5 − 221360x4 + 1232x3 + 144464x2 − 78488x + 11993 = 0.
Грем висловив гіпотезу, що в загальному випадку для парних n розв'язок будується аналогічно з правильних (n−1)-кутників (з одиничними діагоналями) з додаванням рівнобедреного трикутника до однієї зі сторін, відстань від вершини якого до протилежної вершини (n−1)-кутника дорівнює одиниці. Для випадку n = 8 це перевірено 2002 року за допомогою комп'ютера . Для доведення Грема оптимальності його шестикутника та перевірки на комп'ютері випадку n = 8 використано перебір варіантів усіх можливих треклів із n вершинами та прямолінійними ребрами.
Повне підтвердження гіпотези Грема для всіх парних значень n надано 2007 року.